# زبان ایزی
زبان ایزی زبانی‌است از خانوادهٔ زبان‌های ایگبو که در ایالت ابونیی کشور نیجریه گویشورانی دارد. این زبان با زبان‌های ایکوو، ازا و امگبو یک زنجیرهٔ گویشی نزدیک را تشکیل می‌دهد.